# Psilichthys
Psilichthys è un genere estinto di pesci ossei appartenente agli attinotterigi e di incerta collocazione sistematica. È conosciuto da un unico esemplare fossile rinvenuto in Australia (Victoria), in terreni risalenti al Cretaceo inferiore. La sola specie assegnata è Psilichthys selwyni.
Si tratta del primo vertebrato fossile mesozoico ad essere descritto dallo stato di Victoria.

## Descrizione
Il corpo di Psilichthys selwyni era lungo, stretto e privo di scaglie, ad eccezione del lobo superiore della pinna caudale, dove erano presenti scaglie romboidali spesse. La pinna caudale era profondamente forcuta. Le pinne dorsale e anale erano posizionate in modo tale che la dorsale si trovava parzialmente sopra l’anale e in parte tra l’anale e le ventrali.
Le scaglie fulcrali erano grandi, spesse e presenti sia sulla dorsale che sulla caudale. Il nome del genere (dal greco "psilos", nudo) si riferisce alla generale assenza di scaglie sul corpo.
L'esemplare conosciuto conserva solo la parte posteriore del corpo: include la pinna caudale, parte della pinna anale e l'origine della dorsale. Il notocorda è persistente e non ossificato; gli archi neurali e archi emali sono ben sviluppati e inclinati in modo molto basso rispetto al notocorda. Le spine neurali e le strutture di supporto delle pinne (axonosti e baseosti) mostrano una buona ossificazione.
Le pinne possiedono raggi articolati e ramificati, soprattutto lungo l’asse della coda, suggerendo una pinna caudale profondamente divisa. Le scaglie sul lobo caudale superiore sono a forma di losanga (5 × 2,5 mm) e quelle inferiori simili ad un chicco d’avena (11 × 3 mm). Una singola fila di scaglie fulcrali è presente lungo il bordo superiore della caudale.

## Classificazione
Il fossile proviene da Carrapook (Muntham), contea di Dundas, nella Victoria occidentale, in un sito esplorato a fine XIX secolo all'interno della Formazione di Eumeralla.
La classificazione di Psilichthys è stata dibattuta per decenni. L'olotipo è incompleto e ciò ha reso difficile collocarlo con certezza. Inizialmente venne descritto da Hall nel 1899 come appartenente ai Palaeonisciformes o forse ai Chondrosteidae (un gruppo di Acipenseriformes estinti). Waldman (1971) ha respinto l’interpretazione come condrosteo, ritenendo errata l’assenza di scaglie: secondo lui l’esemplare era più vicino ai Palaeonisciformes, forse affine ai Coccolepididae.
Psilichthys è stato anche attribuito in passato ai Birgeriidae, ma presenta notevoli differenze rispetto a Birgeria. Se la classificazione come membro degli Acipenseriformes fosse corretta, rappresenterebbe l’unico membro noto di questo ordine nell’emisfero australe.

## Etimologia
L'epiteto della specie, selwyni, è un omaggio a A. R. C. Selwyn, che per primo studiò geologicamente l’area di provenienza del fossile.